# بخش ادن (شهر لیکینگ، اوهایو)
بخش ادن (به انگلیسی: Eden Township) یک منطقهٔ مسکونی در ایالات متحده آمریکا است که در شهرستان لیکینگ، اوهایو واقع شده‌است.
 بخش ادن ۵۵٫۶ کیلومتر مربع مساحت و ۱٬۲۴۸ نفر جمعیت دارد و ۳۰۷ متر بالاتر از سطح دریا واقع شده‌است.